# Список графов Фуа
Графы Фуа — правители средневекового графства, существовавшего в XI—XVII веках на юге Франции.

## История
Первоначально графство Фуа было сеньорией в составе графства Каркассон. В 925 году (по другим данным, в 935 году), благодаря браку Арсинды де Каркассон, дочери и наследницы Акфреда II де Каркассон, сеньория перешла к Арно I, графу де Комменж. Их сын Роже I Старый передал сеньорию своему младшему сыну Бернару Роже, который основал первый дом графов Фуа.
В 1398 году, благодаря браку Изабеллы де Фуа, сестры и наследницы последнего графа Фуа, графство перешло к дому Фуа-Грайи.
В 1472 году графство перешло к Франциску I Фебу, который в 1479 году также унаследовал Наваррский престол, а в 1483 году к его сестре Екатерине. Права Екатерины на графство Фуа были оспорены её дядей Жаном II, который объявил себя графом Фуа. В 1500 году претензии на графство были унаследованы его сыном Гастоном V, герцогом Немурским, который умер в 1512 году не оставив наследников. Его права на графство Фуа, а также на Наваррский престол перешли к его сестре Жермене де Фуа и её мужу Фердинанду II, королю Арагона, однако он претендовал только на Наварру.
В 1484 году, благодаря браку, графство перешло к дому д’Альбре, а в 1555 году к Бурбонам.
В 1589 году, Генрих IV, последний граф Фуа взошёл на французский престол, а в 1607 году графство было присоединено к королевскому домену. Графы Фуа были вассалами графов Каркассона.

## Графы Фуа

### Дом Фуа-Каркассон
- 1012—1034: Бернар Роже (981—1036), граф Фуа с 1012, также граф Каркассона, Комменжа и Бигорра;
- 1034—1064: Роже I (ум.1064), граф Фуа с 1034, сын предыдущего;
- 1064—1071: Пьер Бернар (ум.1071), граф Фуа с 1064, брат предыдущего;
- 1074—1124: Роже II (ум.1124), граф Фуа с 1074, сын предыдущего;
- 1124—1147/1148: Роже III (ум.1147/1148), граф Фуа с 1124, сын предыдущего;
- 1147/1148—1188: Роже Бернар I Толстый (ум.1188), граф Фуа с 1147/1148, сын предыдущего;
- 1188—1223: Раймунд Роже  (ум.1223), граф Фуа с 1188, сын предыдущего;
- 1223—1241: Роже Бернар II Великий (ум.1241), граф Фуа с 1223, сын предыдущего;
- 1241—1265: Роже IV (ум.1265), граф Фуа с 1241, сын предыдущего;
- 1265—1303: Роже Бернар III (ум.1303), граф Фуа с 1265, виконт Беарна с 1290, сын предыдущего;
- 1302—1315: Гастон I (1287—1315), граф Фуа и виконт Беарна с 1302, сын предыдущего;
- 1315—1343: Гастон II Богатырь (1308—1343), граф Фуа и виконт Беарна с 1315, сын предыдущего;
- 1343—1391: Гастон III Феб (1331—1391), граф Фуа и виконт Беарна с 1343, сын предыдущего;
- 1391—1398: Матье I (1363—1398), граф Фуа и виконт Беарна с 1391, внучатый племянник Гастона II;
- 1398—1412: Изабелла I (1361—1428), графиня Фуа и виконтесса Беарна с 1398, сестра предыдущего;

муж: с 1381—Аршамбо I (ум.1413), сеньор де Грайи, граф Фуа и виконт Беарна с 1398 по праву жены;

### Дом Фуа-Грайи
- 1398—1412: Аршамбо I (ум.1413), сеньор де Грайи, граф Фуа и виконт Беарна с 1398 по праву жены, муж предыдущей;
- 1412—1436: Жан I (1382—1436), граф Фуа и виконт Беарна с 1412, сын предыдущего;
- 1436—1472: Гастон IV (1423—1472), граф Фуа и виконт Беарна с 1436, сын предыдущего;
- 1472—1483: Франциск I Феб (1466—1483), граф Фуа и виконт Беарна с 1472, король Наварры, внук предыдущего;
  - 1483—1500: Жан (II) (1450—1500), граф Фуа с 1483, претендент на Наваррский престол, дядя предыдущего;
  - 1500—1512: Гастон (V) Молния Италии (1489—1512), граф Фуа с 1500, претендент на Наваррский престол, сын предыдущего;
- 1483—1517: Екатерина I (1470—1517), королева Наварры, графиня Фуа и виконтесса Беарна с 1483, сестра Франциска I;

муж: с 1484—Иоанн III (1469—1516), сир д’Альбре, король Наварры, граф Фуа и виконт Беарна с 1484 по праву жены;

### Дом Альбре
- 1484—1515: Жан II (1469—1516) король Наварры (Хуан III), граф Фуа и виконт Беарна с 1484 по праву жены, муж предыдущей;
- 1517—1555: Генрих I (1503—1555), граф Фуа и виконт Беарна с 1517, также король Наварры, сын предыдущего;
- 1555—1572: Жанна I (1528—1572), графиня Фуа и виконт Беарна с 1555, также королева Наварры, дочь предыдущего;

1-й муж: с 1541—Вильгельм IV (1516—1592), герцог Клевский, Юлихский, Гелдернский и Бергский; развод в 1545;
2-й муж: с 1548—Антуан I (1518—1562), герцог Вандомский, также граф Фуа и король Наварры по праву жены;

### Дом Бурбонов
- 1555—1562: Антуан I (1518—1562), граф Фуа и виконт Беарна с 1555 по праву жены, муж предыдущей;
- 1572—1607: Генрих II Великий (1553—1610), король Наварры (Генрих III), граф Фуа и виконт Беарна с 1572, с 1589—король Франции Генрих IV, сын предыдущего;

В 1589 последний граф Фуа взошёл на Французский престол. В 1607 графство было включено в состав королевского домена.